# Luciaflut

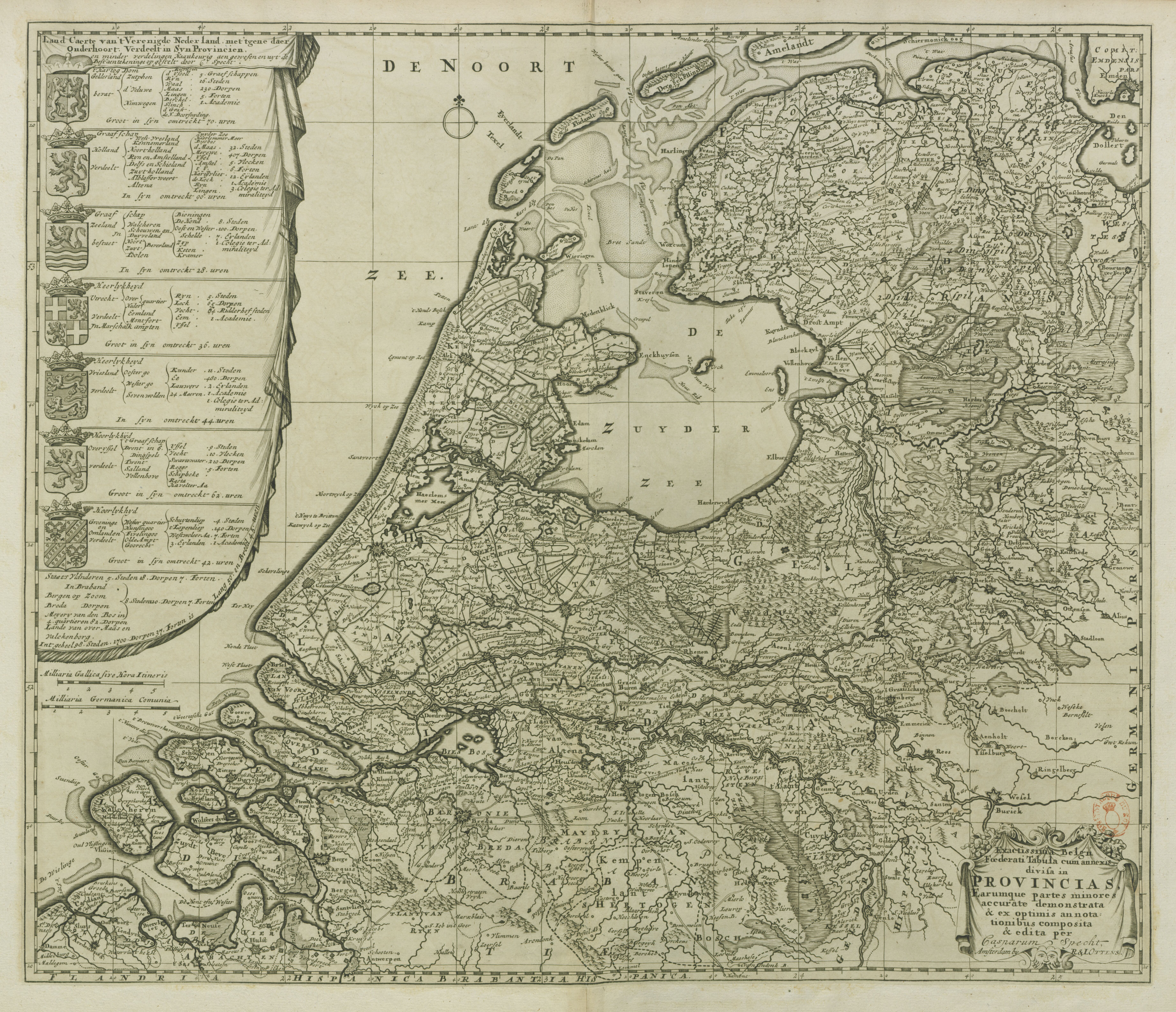
Darstellung der durch die Luciaflut gebildeten Zuiderzee auf einer Karte von Caspar Specht, um 1700

Vom 13. auf den 14. Dezember 1287 brach die Luciaflut über die Nordseeküste herein. Die Chroniken sprechen für die deutsche Nordseeküste von circa 50.000 Toten und schwersten Verwüstungen. Viele Dörfer versanken in den Fluten, allein in Ostfriesland waren es über 30, es bildete sich eine Vorstufe zum Dollart. Infolge der großen Landverluste und relativen Schutzlosigkeit der Marsch zogen nun viele Menschen von der Marsch auf die Geest.
Namensgeberin der Sturmflut war der Tag der Heiligen Lucia von Syrakus, an dem sich die Katastrophe ereignete.
In den Niederlanden machte die Luciaflut den Binnensee Almere zur Nordseebucht Zuiderzee, aus der erst 1932 durch Eindeichung wieder der Süßwassersee IJsselmeer hervorging.
An der englischen Küste kam es 1287/1288 zu mehreren gravierenden Fluten, darunter auch im Dezember 1287. Aufgrund der unsicheren Datierung ist es möglich, dass es sich um das gleiche Flutereignis handelte oder eine Reihe ähnlicher Ereignisse.